# Juan José Ramírez
Juan José Ramírez Montoya (Bello, Antioquia, 24 de mayo de 2002) más conocido como Chócolo es un futbolista colombiano. Juega como mediocampista ofensivo y su equipo actual es el Millonarios de la Categoría Primera A.

## Origen y formación
Formado en una escuela de su ciudad natal, Bello (Antioquia), Chocolo se destacó desde temprana edad al consagrarse campeón en ediciones consecutivas del tradicional Torneo Pony Fútbol (2014 y 2015) con el equipo Arco Zaragoza. Su desempeño en el fútbol aficionado le otorgó visibilidad, atrayendo la atención de un empresario español que facilitó su traslado a Europa.
En el viejo continente militó en las canteras de RCD Mallorca y el RC Celta de Vigo. Tras más de dos años en España, regresó a Colombia, donde jugó para Ferroválvulas y vivió una nueva etapa con Arco Zaragoza, logrando varios títulos en torneos amateurs.
Su rendimiento llamó la atención del Real Cartagena, club en el que integró el equipo sub-20 durante un semestre. En 2018, fue fichado por Racing Club  de Argentina, donde permaneció dos años en la categoría de reserva. Cuando estaba a punto de ser promovido al plantel profesional, la pandemia de COVID-19 obligó al club a dar por terminado su contrato.

## Carrera en clubes

### Atlético Chiriquí: llegada al profesionalismo
Tras su amplio proceso formativo en diferentes países —Colombia, España y Argentina—, llega a Panamá, tras un frustrado fichaje en el Sociedade União 1.º Dezembro de Portugal, pretendido por el técnico Dayron Pérez en el Atlético Chiriquí, obteniendo así su primera experiencia en el profesionalismo.
El 10 de marzo de 2023 se da su debut en un partido por el Torneo Apertura 2023 ante Árabe Unido, ingresando al juego como inicialista. Su primer gol lo anota casi un mes después, en un partido por la misma competición ante UMECIT.
Finaliza prematuramente su vínculo contractual con el equipo de Chiriquí a mitad de tal año; habiendo disputado ocho partidos, registrando un gol y dos asistencias.

### Orsomarso: consolidación en el profesionalismo
En septiembre de 2023 es presentado como nuevo refuerzo de Orsomarso, para disputar las etapas finales del Torneo de Ascenso 2023 en Colombia, a pedido de Stiven Sánchez, técnico que lo había dirigido en formativas.
Su etapa con el equipo vallecaucano finalizó en junio de 2024, dejando un excepcional año individual y colectivo. Jugando treinta y un encuentros en los que registró seis goles y nueve asistencias; destacándose principalmente en la primera etapa del Torneo de Ascenso 2024, disputando la final.

### Millonarios
Tras una buena campaña en la Segunda División de Colombia, el volante antioqueño es presentado en junio como refuerzo en Millonarios, transferido desde Orsomarso; para disputar el segundo semestre de la Temporada 2024. Siendo esta su primera incursión en la Primera División de su país.
Tras un semestre de temporada con Millonarios F. C., finalmente en enero de 2025 se da su salida del club. Termina su primera etapa en el equipo habiendo disputado catorce partidos, en los que registró una asistencia.

### Real Cartagena
Es presentado en enero de 2025 como nuevo jugador del Real Cartagena, cedido por un año desde Millonarios Próximo a iniciar el Torneo de Ascenso 2025, a cargo de su entonces técnico Sebastián Viera. El 1 de julio del mismo año anuncia su salida del Real Cartagena.

### Regreso a Millonarios
El 15 de julio de 2025 se anuncia su regreso a Millonarios luego de estar cedido por 6 meses en el Real Cartagena.

## Estadísticas

### Clubes
Actualizado al último partido jugado el 14 de junio de 2025.
| Club                       | Div.          | Temporada     | Liga  | Liga  | Liga   | Copas | Copas | Copas  | Internacional | Internacional | Internacional | Total | Total | Total  | Media goleadora |
| Club                       | Div.          | Temporada     | Part. | Goles | Asist. | Part. | Goles | Asist. | Part.         | Goles         | Asist.        | Part. | Goles | Asist. | Media goleadora |
| -------------------------- | ------------- | ------------- | ----- | ----- | ------ | ----- | ----- | ------ | ------------- | ------------- | ------------- | ----- | ----- | ------ | --------------- |
| Atlético Chiriquí · Panamá | 1.ª           | 2023          | 8     | 1     | 2      | -     | -     | -      | -             | -             | -             | 8     | 1     | 2      | 0,12            |
| Atlético Chiriquí · Panamá | Total club    | Total club    | 8     | 1     | 2      | -     | -     | -      | -             | -             | -             | 8     | 1     | 2      | 0,12            |
| Orsomarso S. C. · Colombia | 2.ª           | 2023          | 6     | 1     | 1      | -     | -     | -      | -             | -             | -             | 6     | 1     | 1      | 0,16            |
| Orsomarso S. C. · Colombia | 2.ª           | 2024          | 24    | 5     | 8      | 1     | -     | -      | -             | -             | -             | 25    | 5     | 8      | 0,2             |
| Orsomarso S. C. · Colombia | Total club    | Total club    | 30    | 6     | 9      | 1     | -     | -      | -             | -             | -             | 31    | 6     | 9      | 0,19            |
| Millonarios · Colombia     | 1.ª           | 2024          | 12    | -     | -      | 2     | -     | 1      | -             | -             | -             | 14    | -     | 1      | -               |
| Millonarios · Colombia     | Total club    | Total club    | 12    | -     | -      | 2     | -     | 1      | -             | -             | -             | 14    | -     | 1      | -               |
| Real Cartagena · Colombia  | 2.ª           | 2025          | 21    | 2     | 6      | -     | -     | -      | -             | -             | -             | 21    | 2     | 6      | 0,09            |
| Real Cartagena · Colombia  | Total club    | Total club    | 21    | 2     | 6      | -     | -     | -      | -             | -             | -             | 21    | 2     | 6      | 0,09            |
| Total carrera              | Total carrera | Total carrera | 71    | 9     | 15     | 3     | -     | 1      | -             | -             | -             | 74    | 9     | 18     | 0,13            |
| 1. 2.                      |               |               |       |       |        |       |       |        |               |               |               |       |       |        |                 |